# Университетский госпиталь доктора Георги Странского
Университетский госпиталь доктора Георги Странского — больница в городе Плевен (Болгария) в составе Плевенского медицинского университета. Он является одним из старейших в стране, а также крупнейшим госпиталем в северной Болгарии.

## История
Больница была основана в 1865 году, до обретения Болгарии независимости от Османской империи, в качестве лечебного центра по личному распоряжению Мидхат-паши. Первоначально он располагался на территории местного имарета, и его персонал в то время состоял только из иностранного военного врача и двух слуг. Доктор умер в 1869 году и был заменён врачом Робертом Гейзером, гражданином Швейцарии, который возглавлял лечебный центр до 1877 года. 
Во время осады Плевны, в ходе Русско-турецкой войны 1877—1878 годов, работа многочисленные русские хирурги. Среди них был Николай Пирогов и болгарский врач Георги Странский, близкий друг болгарского революционера Христо Ботева. Вскоре после войны, в 1879 году, Странский стал первым заведующим госпиталем, хотя и всего на год. Больница была расширена и перенесена на своё нынешнее место в 1896 году.

## Деятельность
Его отделения обеспечивают уход и лечение в области гинекологии, полного спектра внутренних болезней, хирургии, ортопедии, урологии, оториноларингологии, офтальмологии, неврологии, педиатрии, дерматологии, инфекционных заболеваний и психиатрии. Больница также предоставляет все основные диагностические процедуры, неотложную помощь и реабилитацию. Его штат состоит из 430 докторов, включая студентов и опытных специалистов, и 860 различных специалистов.

### Роботизированная хирургия
Больница известна своей роботизированной хирургией с использованием хирургической системы Da Vinci. Госпиталь является одной из трёх больниц в Болгарии, эксплуатирующих данную систему, и первой, которая внедрила её в стране, и единственная в Болгарии с двумя системами Da Vinci. Роботы используются для гинекологической, урологической и желудочно-кишечной хирургии. Четыре хирургические бригады ежедневно выполняют до двух роботизированных операций.
В госпитале работает также социальный робот, который помогает пациентам общаться с врачами, когда последние физически отсутствуют, используя онлайн-конференции.